# Antichiroides cuprinus
Antichiroides cuprinus är en skalbaggsart som beskrevs av François Louis Nompar de Caumont de Laporte 1840. Antichiroides cuprinus ingår i släktet Antichiroides och familjen Rutelidae. Inga underarter finns listade i Catalogue of Life.